# Nettleden
Nettleden – wieś w Anglii, w hrabstwie Hertfordshire, w dystrykcie Dacorum. Leży 32 km na zachód od miasta Hertford i 42 km na północny zachód od centrum Londynu.